# Liste des musées de Thiers
 (mars 2025).
Motif : où sont les sources secondaires centrées démontrant la notoriété du sujet ?
- Archive Wikiwix
- Bing
- Cairn
- DuckDuckGo
- E. Universalis
- Gallica
- Google
- G. Books
- G. News
- G. Scholar
- Persée
- Qwant
- (zh) Baidu
- (ru) Yandex
- (wd) trouver des œuvres sur Wikidata

| 1. | Préciser le motif de la pose du bandeau. | Précisez le motif de la pose du bandeau en utilisant la syntaxe suivante : {{admissibilité à vérifier\|date=mars 2025\|motif=remplacez ce texte par le motif}}                                  |
| 2. | Informer les utilisateurs concernés.     | Pensez à avertir le créateur de l'article, par exemple, en insérant le code ci-dessous sur sa page de discussion : {{subst:avertissement admissibilité à vérifier\|Liste des musées de Thiers}} |

Thiers possède un grand nombre de musées dispersés sur la commune.

## Musées en activité
| Nom du musée                     | Localisation               | Thématique                                | Ouverture | Tutelle                 |
| -------------------------------- | -------------------------- | ----------------------------------------- | --------- | ----------------------- |
| Musée de la coutellerie          | Maison de l'Homme des bois | industrie                                 | 1982-1992 | Ville de Thiers         |
| Musée de la coutellerie          | Maison des Consuls         | artisanat, industrie                      | 1982      | Ville de Thiers         |
| Musée de la coutellerie          | Vallée des Rouets          | artisanat, environnement                  | 1998      | Ville de Thiers         |
| Cité des couteliers              | rue Conchette              | industrie, vidéo                          | 2014      | Ville de Thiers         |
| Usine du May                     | Usine du May               | expositions                               | 2014      | Ville de Thiers         |
| Orangerie                        | Parc de l'Orangerie        | environnement                             | 1997      | Ville de Thiers         |
| Donation Calamy                  | Château du Pirou           | art, mobilier                             | 2005      | Ville de Thiers         |
| Centre d'art du Creux de l'enfer | Usine du Creux de l'enfer  | art, art contemporain                     | 1988      | Ministère de la culture |
| Château de la Chassaigne         | Château de la Chassaigne   | environnement, art                        | 1999      | Privé                   |
| Ateliers Inserfac Le Thiers      | rue Alexandre-Dumas        | industrie, artisanat, montage de couteaux | 2015      | Privé                   |

## Anciens musées
| Nom du musée                           | Localisation | Thématique | Ouverture | Fermeture                                      | Tutelle         |
| -------------------------------------- | ------------ | ---------- | --------- | ---------------------------------------------- | --------------- |
| Maison de l'aventure industrielle      | Usine du May | industrie  | 2002      | 2014 (changement de thématique)                | Ville de Thiers |
| Musée Barante (ou Fontenille-Mondière) | Rue Barante  | archives   | 1924      | 1981 (remplacé par le musée de la coutellerie) | Ville de Thiers |